# Alto do Caledônia
Alto do Caledônia é um bairro da Zona Sul  de Nova Friburgo.
No bairro ficam torres repetidoras de uma TV local.
O bairro pertence a subdivisão do bairro da Cascatinha. sendo um dos mais imponentes bairros da cidade, já que na região se concentram as mais luxuosas casas de veraneio de Friburgo. É também o bairro mais frio de Nova Friburgo devido à proximidade com o Pico da Caledônia.   
O bairro é passagem obrigatória para quem vai ao Pico da Caledônia, segunda maior montanha da cidade. Não possui linhas de ônibus regulares por causa da dificuldade de acesso(ruas muito íngremes) e o comércio fica no bairro abaixo, Cascatinha.